# .fr
.fr е интернет домейн от първо ниво за Франция. Заедно и .re и .tf е администриран от AFNIC.
Съществуват още и редица домейни от второ ниво:
- .tm.fr – за собственици на търговски марки
- .asso.fr – за асоциации
- .nom.fr – за фамилни имена
- .prd.fr – за програми за изследване и развитие
- .presse.fr – за публикации на пресата
- .com.fr – отворен за всички кандидати без значение за изискваното име.
- .gouv.fr – за френската администрация